# Rufforth
Rufforth är en ort i civil parish Rufforth with Knapton, i kommunen City of York, Storbritannien. Den ligger i grevskapet North Yorkshire och riksdelen England, i den centrala delen av landet, 280 km norr om huvudstaden London. Rufforth ligger 18 meter över havet och antalet invånare är 560. Civil parish hade 265 invånare år 1961. Byn nämndes i Domedagsboken (Domesday Book) år 1086, och kallades då Ruford/Ruforde/Rufort.
Terrängen runt Rufforth är mycket platt. Runt Rufforth är det tätbefolkat, med 819 invånare per kvadratkilometer. Närmaste större samhälle är York, 7,2 km öster om Rufforth. Trakten runt Rufforth består till största delen av jordbruksmark.